# Miguel Eduardo Miranda
Miguel Eduardo Miranda Campos (Lima, 13 de agosto de 1966 – 6 de março de 2021) foi um futebolista  e treinador peruano que atuou como goleiro.

## Carreira em clubes
Miranda jogou três vezes no Sporting Cristal, com o qual conquistou o campeonato nacional em 1991. Também atuou em outros clubes peruanos, como Universitario, UTC, Deportivo Municipal e Coronel Bolognesi.
A única experiência de Miranda no exterior ocorreu em 1998 e em 2000, quando o goleiro assinou contrato com o Shenyang Haishi (atual Guangzhou R&F). No total, foram cinquenta jogos pelo clube chinês (25 em 1998, outras 25 em 2000).

## Seleção
Entre 1993 e 2001, Miranda defenderia a Seleção Peruana de Futebol em 47 partidas, sofrendo 68 gols. É o trigésimo-terceiro atleta com mais jogos disputados, empatado com Martín Hidalgo. Participou de quatro edições da Copa América (1993, 1995, 1997 e 1999). Esquecido por Julio César Uribe para a Copa América de 2001 (o técnico optou em levar Óscar Ibáñez, Marco Flores e Francisco Bazán para o torneio), Miguelón encerrou sua carreira internacional no mesmo ano após uma partida amistosa contra a Bolívia.

## Morte
Miranda morreu em 6 de março de 2021, aos 54 anosa de idade, devido a uma parada cardíaca.